# Lane Hutson
Lane Hutson (* 14. Februar 2004 in Holland, Michigan) ist ein US-amerikanischer Eishockeyspieler, der seit April 2024 bei den Canadiens de Montréal in der National Hockey League (NHL) unter Vertrag steht. Im NHL Entry Draft 2022 wurde der Verteidiger an 62. Position von den Canadiens ausgewählt und erhielt am Ende der Saison 2024/25 die Calder Memorial Trophy als bester Rookie der NHL.

## Karriere

### Jugend
Lane Hutson lief in seiner Jugend unter anderem für das prestigeträchtige Nachwuchsprogramm „Honeybaked“ in seiner Heimat Michigan auf, ebenso wie für die „North Jersey Avalanche“ in der Saison 2019/20. Zur Spielzeit 2020/21 wurde er ins USA Hockey National Team Development Program (NTDP) aufgenommen, die zentrale Talenteschmiede des US-amerikanischen Verbandes USA Hockey. Mit den U17- und U18-Auswahlen des NTDP, die auch als Nachwuchsnationalmannschaften fungieren, nahm der Verteidiger in den folgenden zwei Jahren am Spielbetrieb der United States Hockey League (USHL) teil, der ranghöchsten Juniorenliga des Landes. Nachdem er dort in der Saison 2022/23 einen Punkteschnitt von über 1,0 pro Spiel erreicht hatte (32 Punkte in 27 Partien), wählten ihn die Canadiens de Montréal im NHL Entry Draft 2022 an 62. Position aus – dies trotz seiner für NHL-Profis (und insbesondere Abwehrspieler) deutlich unterdurchschnittlichen Physis (175 cm; 73 kg).
Vorerst allerdings schrieb sich Hutson an der Boston University ein, sodass er fortan mit den „Terriers“ in der Hockey East auflief, einer Liga im Spielbetrieb der National Collegiate Athletic Association (NCAA). Spätestens ab jetzt überzeugte er als offensiv ausgerichteter Verteidiger und verbrachte in Boston zwei hochdekorierte Jahre. Jeweils gehörte er zu den zehn Finalisten für den Hobey Baker Memorial Award, der den besten College-Spieler des Landes ehrt, und wurde beide Jahre ins First All-Star Team der Hockey East gewählt. Als Freshman wählte man ihn zudem zum Rookie des Jahres und ins All-Rookie Team der Liga. Darüber hinaus war der US-Amerikaner auch mit dem Team erfolgreich, so gewannen die Terriers am Ende der Spielzeit 2022/23 die Meisterschaft der Hockey East.

### NHL
Im April 2024 statteten ihn die Canadiens mit einem Einstiegsvertrag aus, ehe er wenige Tage später sein Debüt für Montréal in der National Hockey League (NHL) gab. Im weiteren Verlauf etablierte er sich prompt im NHL-Aufgebot der Canadiens und beendete seine erste komplette Saison 2024/25 mit 66 Scorerpunkten in 82 Einsätzen. Damit führte Hutson alle Rookies der Liga an und stellte mit seinen 60 Torvorlagen zudem einen NHL-Rekord ein, den er sich seither mit Larry Murphy (1980/81) teilt. Zugleich bedeutete dies einen neuen Franchise-Rekord bei den Canadiens für Rookie-Verteidiger, den zuvor Chris Chelios (64 Punkte; 1984/85) innehatte. Demzufolge zeichnete man Hutson erwartungsgemäß mit der Calder Memorial Trophy als besten Rookie der Liga aus, während er auch ins NHL All-Rookie Team gewählt wurde. Zwischenzeitlich hatte man den Abwehrspieler auch zweimal als NHL-Rookie des Monats geehrt.

### International
Erste internationale Erfahrungen sammelte Hutson im Rahmen der Olympischen Jugend-Winterspiele 2020 in Lausanne, wo er mit der US-amerikanischen Auswahl die Silbermedaille gewann. Auf U18-Niveau folgten Teilnahmen an den U18-Weltmeisterschaften 2021 und 2022, wobei nach einem fünften Platz 2021 im Folgejahr eine weitere Silbermedaille errungen wurde. Hutson wurde dabei als bester Verteidiger ausgezeichnet und ins All-Star-Team des Turniers gewählt. Mit der U20-Nationalmannschaft seines Heimatlandes nahm er anschließend an den U20-Weltmeisterschaften 2023 und 2024 teil, bei denen die Auswahl nach einer Bronzemedaille 2023 im folgenden Jahr den Weltmeistertitel dieser Altersklasse gewann. Dabei wurde der Abwehrspieler abermals ins All-Star-Team des Turniers berufen.
Für die A-Nationalmannschaft der USA hatte Hutson bereits im Rahmen der Weltmeisterschaft 2023 sein Debüt gegeben und mit dem Team dort den vierten Platz belegt.

## Erfolge und Auszeichnungen
| - 2023 Lamoriello-Trophy-Gewinn mit der Boston University - 2023 Rookie des Jahres der Hockey East - 2023 Hockey East First All-Star Team - 2023 Hockey East All-Rookie Team - 2023 Finalist für den Hobey Baker Memorial Award - 2024 Hockey East First All-Star Team | - 2024 Finalist für den Hobey Baker Memorial Award - 2024 NHL-Rookie des Monats Dezember - 2025 NHL-Rookie des Monats März - 2025 Calder Memorial Trophy - 2025 NHL All-Rookie Team |

### International
| - 2020 Silbermedaille bei den Olympischen Jugend-Winterspielen - 2022 Silbermedaille bei der U18-Weltmeisterschaft - 2022 Bester Verteidiger der U18-Weltmeisterschaft - 2022 All-Star-Team der U18-Weltmeisterschaft | - 2023 Bronzemedaille bei der U20-Weltmeisterschaft - 2024 Goldmedaille bei der U20-Weltmeisterschaft - 2024 All-Star-Team der U20-Weltmeisterschaft |

## Karrierestatistik
Stand: Ende der Saison 2024/25

### International
Vertrat die USA bei:
| - Olympischen Jugend-Winterspielen 2020 - U18-Weltmeisterschaft 2021 - U18-Weltmeisterschaft 2022 | - U20-Weltmeisterschaft 2023 - Weltmeisterschaft 2023 - U20-Weltmeisterschaft 2024 |

(Legende zur Spielerstatistik: Sp oder GP = absolvierte Spiele; T oder G = erzielte Tore; V oder A = erzielte Assists; Pkt oder Pts = erzielte Scorerpunkte; SM oder PIM = erhaltene Strafminuten; +/− = Plus/Minus-Bilanz; PP = erzielte Überzahltore; SH = erzielte Unterzahltore; GW = erzielte Siegtore; 1 Play-downs/Relegation; Kursiv: Statistik nicht vollständig)

## Familie
Sein Vater Rob Hutson war ebenfalls Eishockeyspieler und lief unter anderem für die Muskegon Fury in der United Hockey League auf. Ferner kam sein älterer Bruder Quinn Hutson (* 2002) in der Saison 2024/25 zu seinem Debüt für die Edmonton Oilers in der NHL, während sein jüngerer Bruder Cole Hutson (* 2006) im NHL Entry Draft 2024 an 43. Position von den Washington Capitals ausgewählt wurde.